# كارول كيسيل
كارول كيسيل (15 مارس 1977 كوشيتسه سلوفاكيا - ) هو لاعب كرة قدم سلوفاكي، شارك في الألعاب الأولمبية الصيفية 2000.

## روابط خارجية
- كارول كيسيل على موقع الاتحاد الدولي (مؤرشف)  (الإنجليزية)
- كارول كيسيل على موقع قاعدة بيانات كرة القدم.إي يو (الإنجليزية)
- كارول كيسيل على موقع ليكيب (الفرنسية)
- كارول كيسيل على موقع ناشيونال فوتبول تيمز (الإنجليزية)
- كارول كيسيل على موقع عالم كرة القدم.نت (الإنجليزية)
- كارول كيسيل على موقع اللجنة الأولمبية الدولية (الإنجليزية)
- كارول كيسيل على موقع أوليمبيديا (الإنجليزية)
- كارول كيسيل على موقع اللجنة الأولمبية السلوفاكية (السلوفاكية)